# Lasioglossum tilachiforme
Lasioglossum tilachiforme là một loài Hymenoptera trong họ Halictidae. Loài này được Cockerell mô tả khoa học năm 1907.